# Чемпіонат Білорусі з хокею 1999—2000
Чемпіонат Білорусі з хокею 1999—2000 — 8-й розіграш чемпіонату Білорусі. У сезоні 1999—2000 брали участь чотири  клуби.

## Підсумкова таблиця
| М  | Команда         | І  | В  | Н | П  | Ш     | О  |
| -- | --------------- | -- | -- | - | -- | ----- | -- |
| 1. | Тівалі (Мінськ) | 18 | 11 | 1 | 6  | 63:58 | 23 |
| 2. | Юність-Мінськ   | 18 | 10 | 2 | 8  | 68:51 | 22 |
| 3. | Німан Гродно    | 18 | 6  | 4 | 8  | 64:67 | 16 |
| 4. | Полімір         | 18 | 4  | 3 | 11 | 58:77 | 11 |